# چارلز اسکریبنرز سانز
انتشارات پسران چارلز اسکریبنر (انگلیسی: Charles Scribner's Sons) یک بنگاه انتشارات آمریکایی است که مقر آن در شهر نیویورک می‌باشد و عمده شهرت این انتشاراتی به واسطه چاپ و نشر آثار نویسندگان بزرگ و مشهور از جمله ارنست همینگوی، اسکات فیتز جرالد، کورت ونه گات، استفن کینگ، رابرت آنسون هاین‌لاین، توماس وولف، جرج سانتایانا و ادیت وارتون می‌باشد، اخیراً چند عنوان از نویسندگان اسکریبنر، جایزه پولیتزر، جایزه کتاب ملی و شایستگی‌های دیگر را به دست آوردند در سال ۱۹۷۸ با زیر مجموعه انجمن ادبی اسکریبنر ادغام شد و پس از آن به نوبه خودش با شرکت انتشاراتی مکمیلن در سال ۱۹۸۴ ادغام شدند، در سال ۱۹۹۴ بنگاه انتشاراتی سایمون اند  شوستر با خرید انتشاراتی مکمیلن عملاً به عنوان بنگاه پایه و مادر نامیده شد.